# كولن أندرسون
كولن أندرسون (بالإنجليزية: Colin Anderson)‏ (26 أبريل 1962 نيوكاسل أبون تاين المملكة المتحدة - ) هو لاعب كرة قدم بريطاني، يلعب كمدافع، لعب 385 مباراة وسجل 25 هدف.

## مسيرته

### مسيرته مع الأندية
- 1980 - 1982 لعب مع نادي بيرنلي 6 مباريات.
- 1982 - 1985 لعب مع نادي توركي يونايتد 109 مباراة سجل خلالها 11 هدف.
- 1985 - 1991 لعب مع وست بروميتش ألبيون 140 مباراة سجل خلالها 10 أهداف.
- 1991 - 1992 لعب مع نادي والسول 26 مباراة سجل خلالها هدفين.
- 1992 - 1994 لعب مع نادي هيرفورد 70 مباراة سجل خلالها هدف.
- 1994 - 1996 لعب مع نادي إكزتر سيتي 34 مباراة سجل خلالها هدف.

## روابط خارجية
- كولن أندرسون على موقع قاعدة بيانات كرة القدم.إي يو (الإنجليزية)
- كولن أندرسون على موقع Soccerbase.com (لاعب) (الإنجليزية)